# Zoysia
Zoysia é um género botânico pertencente à família Poaceae. Contém oito espécies herbáaceas, nativas do sudeste e leste da Ásia (norte da China e Japão) e da Australásia. São normalmente encontradas em zonas costeiras e em pradarias. O nome do género advém do botânico austríaco Karl von Zois.

## Espécies
- Zoysia japonica
- Zoysia macrantha
- Zoysia macrostachya
- Zoysia matrella (sin. Z. tenuifolia)
- Zoysia minima
- Zoysia pauciflora
- Zoysia pungens
- Zoysia seslerioides
- Zoysia sinica
- Zoyzia tenuifolia

### Cultivo e usos
Estas espécies têm uma grade capacidade de tolerância a variações de temperatura e a escassez de água. Têm também resistência apreciável a doenças. Devido a estas característica, são usadas em campos de golfe.